# Thalassodes subquadraria
Thalassodes subquadraria là một loài bướm đêm trong họ Geometridae.